# Kostel svaté Sofie
Kostel svaté Sofie (bulharsky: църква „Света София“) je nejstarší kostel v bulharském hlavním městě Sofie. Kostel dal celému městu ve 14. století jméno (předtím se nazývalo Serdika). Historie kostela sahá až do 4. století, byť původní budova se nedochovala. Kostel byl postaven uprostřed nekropole a dodnes je obklopen hroby, často velmi starobylými. Ve 2. století se na místě nacházelo římské divadlo. V roce 343 se v kostele konal koncil známý jako Koncil v Serdice. Kostel byl ve svých počátcích několikrát pobořen (Góty, Huny), současná budova byla postavena někdy za vlády byzantského císaře Justiniána I. (527–565), což z ní činí jedno z nejcennějších svědectví raně křesťanské architektury v jihovýchodní Evropě. Podlaha kostela je pokryta složitými raně křesťanskými ornamentálními mozaikami nebo mozaikami s tematikou flóry a fauny. V 16. století byl kostel přeměněn na mešitu, byly přitom zničeny vzácné fresky z 12. století a postaveny minarety. Mešita byla opuštěna v 19. století, když ji poničila dvě zemětřesení. Obnova baziliky začala kolem roku 1926 z iniciativy archeologa (a budoucího premiéra) Bogdana Filova a byla dokončena kolem roku 1935.